# 磁条

典型的信用卡背面，標示①的棕色長條部位即為磁條

磁条指在信用卡、金融卡、身份证等卡片或存摺、登機證上用于存储信息的条形磁性材料。磁条需要与磁头作物理接触，由磁条滑过磁头进行信息的读写。
作为参照的是新一代的内置芯片的智能卡，它使用金属触点进行数据交换，另外还有使用磁场或射频（RFID）进行近距离读写的非接触式智能卡以及印有二維條碼的卡片。